# Franz Hübner

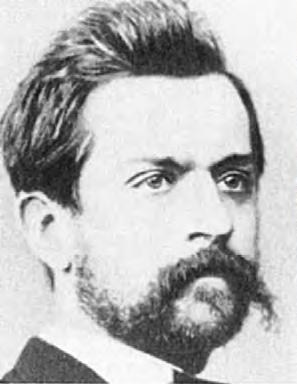
Franz Hübner

Franz Hübner(n. 18 noiembrie 1846 Drossen, lângă Frankfurt an der Oder - d. 31 decembrie 1877) a fost un entomolog german.
Între anii 1875 și 1877, el a colecționat insecte pentru Muzeul Godeffroy în Samoa, Tonga și Insula Noua Britanie.